# 北舘神社
北舘神社（きただてじんじゃ）は、山形県東田川郡庄内町にある神社である。山形藩最上家家臣の北楯大学助利長を祭神とし、大学様と通称される。

## 概要
北舘大学助利長は慶長6年（1601年）に楯山城主となり、庄内平野東部一帯の灌漑を計画、慶長17年（1616年）に灌漑水路を完成させた。この用水路は「北舘大堰」と呼ばれ、現在でも庄内平野東部の重要な水路となっている。利長が歿した寛永2年（1625年）の153年後の安永7年（1778年）、この水路の恩恵に与る住民たちが、利長の功績を賛えて狩川八幡宮の境内に利長を祀る祠を設け、「北舘水神社」と称した。大正8年（1919年）、社殿を楯山城跡に遷して独立の神社となり、「北舘神社」に改称した。大正11年（1922年）に郷社に列し、昭和36年（1961年）に神社本庁別表神社となった。昭和48年（1973年）現在地の笠山に新社殿を造営し遷座した。
昭和36年竣工の海上自衛隊の護衛艦「もがみ」には、当社の分霊が守護神として祀られていた。